# Pappenheim (État)
 (janvier 2021).

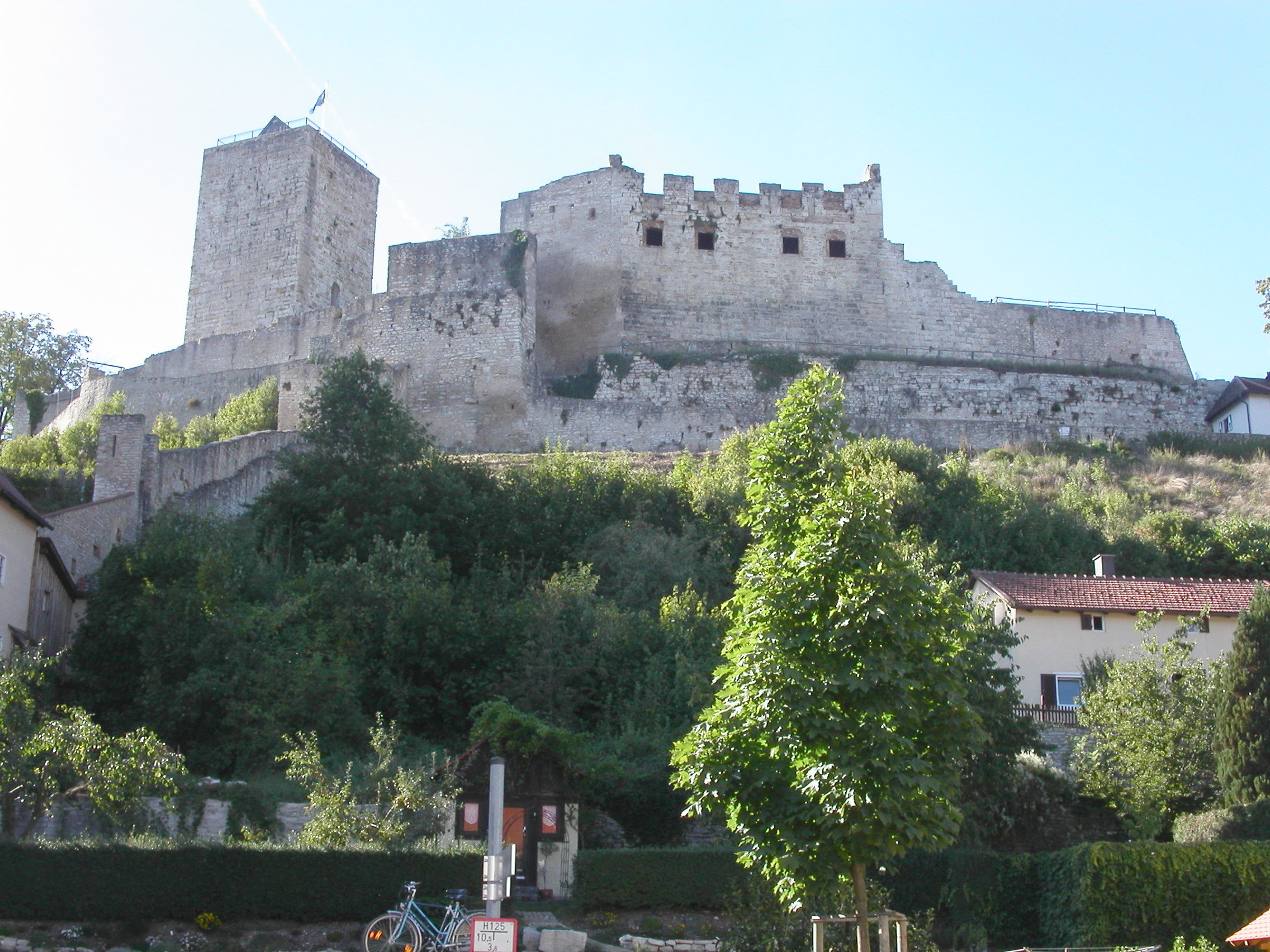
Château de Pappenheim

Armes des maréchaux héréditaires de l'Empire von und zu Pappenheim.

Le fief de Pappenheim a été, de 1030 à 1806, un État du Saint-Empire romain germanique. Il était situé sur l'Altmühl, une rivière de Moyenne-Franconie (Bavière), cœur de la dynastie des Pappenheim. Ils sont issus d'une famille de ministériels proches de l'empereur Henri IV devenus Reichserbmarshälle, maréchaux héréditaires de l'Empire. La famille s'est illustrée, en particulier pendant la guerre de Trente Ans avec Gottfried Heinrich von Pappenheim, un des principaux généraux de cette guerre,, et à de nombreuses autres occasions.